# Daneil Cyrus
Daneil Cyrus est un footballeur international trinidadien né le 15 décembre 1990 à Plymouth (en). Il joue au poste de défenseur central avec le Sudeva Delhi FC (en).

## Biographie

### Carrière en club
Le 6 août 2015, il est prêté au Fire de Chicago pour le reste de la saison de MLS. Il y retrouve son compatriote Joevin Jones.